# Ross McCloud
Pour les articles homonymes, voir McCloud.
Ross McCloud (16 avril 1819 - 22 août 1868) était un pionnier américain parmi les premiers à s'installer dans le nord de la Californie. Certains pensent qu'il donna son nom à la ville de McCloud et à la rivière McCloud.
Il naquit dans l'Ohio et y passa son enfance avant de partir pour l'Iowa. À vingt ans, il fut élu County Surveyor du comté de Linn. Il épousa Mary Campbell en 1848 dans l'Iowa puis partit en Californie pendant la ruée vers l'or en Californie pour devenir chercheur d'or mais ne fit pas fortune. Sa femme le rejoignit en suivant la piste de l'Oregon en 1853. Ensemble, ils ouvrirent une auberge dans le camp de mineur de Portuguese Flat.